# Bálint Pásztor
Ne doit pas être confondu avec István Pásztor.
Bálint Pásztor (en serbe cyrillique : Балинт Пастор ; en serbe latin : Balint Pastor ; dans l'ordre habituel du hongrois : Pásztor Bálint ; né le 3 janvier 1979 à Subotica) est un homme politique serbe. Il est président de l'Alliance des Magyars de Voïvodine (SVM/VMSZ) depuis 2023 et président du groupe parlementaire de la SVM/VMSZ à l'Assemblée nationale de la république de Serbie,.

## Biographie
Bálint Pásztor naît le 3 janvier 1979 à Subotica. Il effectue ses études élémentaires et secondaires dans sa ville natale puis suis les cours de la Faculté de droit de l'université de Belgrade, où il obtient une licence en 2002 et un master en 2011. Cette même année, il engage des études doctorales dans la même faculté.
Sur le plan professionnel, à partir de 2002, il est conseiller juridique de la société Pannon Invest Consortium, à Subotica, et, de janvier 2004 à février 2007, il en est le directeur.
Sur le plan politique, le 13 septembre 2000, Bálint Pásztor devient membre de l'Alliance des Magyars de Voïvodine (SVM/VMSZ), un parti fondé par József Kasza. Lors des élections de 2000, il est délégué du SVM à la commission électorale de l'Opposition démocratique de Serbie (DOS). De 2002 à 2010, il est membre du Conseil national de la minorité nationale magyare (en serbe : Nacionalni savet mađarske nacionalne manjine. Parallèlement, il poursuit son ascension au sein de l'Alliance et, en 2007, il devient membre de la présidence du parti.
Aux élections législatives du 21 janvier 2007, Bálint Pásztor figure sur la liste des 250 candidats présentés par l'Alliance ; elle obtient 52 510 voix, soit 1,30 % des suffrages, et envoie 3 représentants à l'Assemblée nationale de la république de Serbie au titre de la représentation des minorités nationales ; Bálint Pásztor est élu député pour la première fois.
István Pásztor, le père de Bálint Pásztor, devenu président du parti et soutenu par la Coalition hongroise, se présente à l'élection présidentielle du 20 janvier 2008 et recueille 93 039 voix, soit 2,26 % des suffrages. Aux élections législatives anticipées du 11 mai, Bálint Pásztor figure sur la liste de la Coalition hongroise emmenée par son père et qui présente 250 candidats ; la coalition recueille 1,81 % des voix et obtient 4 mandats à l'Assemblée au titre des minorités, dont la totalité revient à la SVM ; Bálint Pásztor obtient un second mandat parlementaire.
Aux élections législatives du 6 mai 2012, Bálint Pásztor emmène la liste de l'Alliance des Magyars de Voïvodine, qui se présente seule devant les électeurs ; elle obtient 68 323 voix, soit 1,75 % des suffrages, et envoie 5 représentants à l'Assemblée. Le parti peut former son propre groupe parlementaire, qui est présidé par Bálint Pásztor, réélu député.
À l'Assemblée, en plus de cette fonction, il participe aux travaux de la Commission des questions constitutionnelles et législatives ; en tant que suppléant, il participe aussi à ceux de la Commission du système judiciaire, de l'administration publique et de l'autonomie locale et de la Commission de l'intégration européenne.
Après la mort de son père le 30 octobre 2023, Bálint Pásztor assure l'intérim de la présidence de la SVM/VMSZ avant d'être élu à cette fonction le 2 mars 2024.

## Vie privée
Bálint Pásztor est marié et père d'un enfant. Il parle anglais.